# Tennistoernooi van Båstad 2023
Het tennistoernooi van Båstad van 2023 werd van 10 tot en met 23 juli 2023 gespeeld op de gravelbanen van het Båstad Tennisstadion in de Zweedse plaats Båstad. De officiële naam van het toernooi was Nordea Open.
Het toernooi bestond uit twee delen:
- WTA-toernooi van Båstad 2023, het toernooi voor de vrouwen (10–15 juli)
- ATP-toernooi van Båstad 2023, het toernooi voor de mannen (17–23 juli)

## Toernooikalender
| WTA               | juli 2023 | juli 2023 | juli 2023 | juli 2023    | juli 2023    | juli 2023 |
| WTA               | maa 10    | din 11    | woe 12    | don 13       | vrĳ 14       | zat 15    |
| ----------------- | --------- | --------- | --------- | ------------ | ------------ | --------- |
| vrouwenenkelspel  | 1e ronde  | 1e ronde  | 2e ronde  | kwartfinale  | halve finale | finale    |
| vrouwendubbelspel | 1e ronde  | 1e ronde  | 2e ronde  | halve finale | halve finale | finale    |

| ATP              | juli 2023 | juli 2023 | juli 2023 | juli 2023 | juli 2023    | juli 2023    | juli 2023 |
| ATP              | maa 17    | din 18    | woe 19    | don 20    | vrĳ 21       | zat 22       | zon 23    |
| ---------------- | --------- | --------- | --------- | --------- | ------------ | ------------ | --------- |
| mannenenkelspel  | 1e ronde  | 1e ronde  | 2e ronde  | 2e ronde  | kwartfinale  | halve finale | finale    |
| mannendubbelspel | 1e ronde  | 1e ronde  | 2e ronde  | 2e ronde  | halve finale | halve finale | finale    |

ATP-toernooi van Båstad‎ – WTA-toernooi van Båstad

2009 · 2010 · 2011 · 2012 · 2013 · 2014 · 2015 · 2016 · 2017 · 2018 · 2019 · 2020 · 2021 · 2022 · 2023 · 2024